# Football Manager (serie)

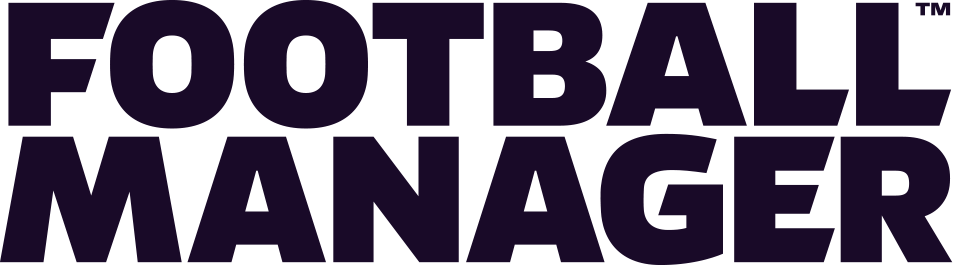
Logo ufficiale della serie Football Manager

Football Manager (inizialmente chiamata Worldwide Soccer Manager in Nordamerica) è una serie di videogiochi manageriali di calcio, sviluppati da Sports Interactive e pubblicati da SEGA a partire dal 2004.
Fino al 2003 Sports Interactive era la casa produttrice di Championship Manager, sotto l'egida di Eidos Interactive, ma dopo aver interrotto i rapporti con quest'ultima ha dovuto cederle ufficialmente il marchio della serie, pur mantenendo il codice sorgente e il database dei vecchi capitoli.
La serie riprende il nome, ma senza che ci siano espliciti legami, della serie di Football Manager uscita nel 1982-1992.

## Caratteristiche
In Football Manager il giocatore veste i panni di un allenatore di una squadra di calcio a sua scelta tra club e nazionali. Nell'ultimo capitolo della serie, datato 9 novembre 2021, sono disponibili oltre cento campionati in cinquanta paesi diversi; una delle caratteristiche più apprezzate del gioco è infatti l'accuratezza del suo database, il quale viene compilato grazie all'aiuto di centinaia di volontari in tutto il mondo.

## Videogiochi
| Videogioco            | Data             | Piattaforme                                                                              |
| --------------------- | ---------------- | ---------------------------------------------------------------------------------------- |
| Football Manager 2005 | 5 novembre 2004  | Windows, MacOS                                                                           |
| Football Manager 2006 | 21 ottobre 2005  | Windows, MacOS, Xbox 360, PSP                                                            |
| Football Manager 2007 | 20 ottobre 2006  | Windows, MacOS, Xbox 360, PSP                                                            |
| Football Manager 2008 | 18 ottobre 2007  | Windows, MacOS, Xbox 360, PSP                                                            |
| Football Manager 2009 | 14 novembre 2008 | Windows, MacOS, PSP                                                                      |
| Football Manager 2010 | 30 ottobre 2009  | Windows, MacOS, PSP, iOS                                                                 |
| Football Manager 2011 | 5 novembre 2010  | Windows, MacOS, PSP, iOS, Android                                                        |
| Football Manager 2012 | 21 ottobre 2011  | Windows, MacOS, PSP, iOS, Android                                                        |
| Football Manager 2013 | 2 novembre 2012  | Windows, MacOS, PSP, iOS, Android                                                        |
| Football Manager 2014 | 30 ottobre 2013  | Windows, MacOS, PSP, iOS, Android, PSVita, Linux                                         |
| Football Manager 2015 | 7 novembre 2014  | Windows, MacOS, iOS, Android, Linux                                                      |
| Football Manager 2016 | 13 novembre 2015 | Windows, MacOS, iOS, Android, Linux                                                      |
| Football Manager 2017 | 4 novembre 2016  | Windows, MacOS, iOS, Android, Linux                                                      |
| Football Manager 2018 | 10 novembre 2017 | Windows, MacOS, Switch, iOS, Android, Linux                                              |
| Football Manager 2019 | 2 novembre 2018  | Windows, MacOS, Switch, iOS, Android                                                     |
| Football Manager 2020 | 18 novembre 2019 | Windows, MacOS, Switch, iOS, Android, Google Stadia                                      |
| Football Manager 2021 | 24 novembre 2020 | Windows, MacOS, Xbox One, Xbox Series, Switch, iOS, Android                              |
| Football Manager 2022 | 8 novembre 2021  | Windows, MacOS, Xbox One, Xbox Series, Switch, iOS, Android                              |
| Football Manager 2023 | 8 novembre 2022  | Windows, MacOS, Xbox One, Xbox Series, PlayStation 5, Switch, iOS, Android, Apple Arcade |
| Football Manager 2024 | 6 novembre 2023  | Windows, MacOS, Xbox One, Xbox Series, PlayStation 5, Switch, iOS, Android, Apple Arcade |
| Football Manager 25   | annullato        |                                                                                          |
| Football Manager 2026 | 2025             |                                                                                          |

| Videogioco                | Data            | Piattaforma/e  |
| ------------------------- | --------------- | -------------- |
| Football Manager Handheld | 13 aprile 2006  | PSP            |
| Football Manager Live     | 4 novembre 2008 | Windows, MacOS |

### Football Manager 2005
Football Manager 2005, il primo edito dalla SEGA, ha riscosso un notevole successo. È stato pubblicato il 5 novembre 2004.

### Football Manager 2006
Immesso sul mercato il 21 ottobre 2005, Football Manager 2006 non si discosta in maniera particolare dal precedente. Gli sviluppatori hanno comunque migliorato i caricamenti fra le diverse schermate, mentre la sezione degli allenamenti è stata resa più comprensibile.
Il database è stato aggiornato fino al mese di settembre 2005; con apposite patch ufficiali scaricabili nel sito della Sports Interactive, si può aggiornare il database fino alla fine della finestra di mercato di gennaio. È possibile rilasciare dichiarazioni alla stampa secondo scelte comunque limitate, e si possono dare delle indicazioni ai giocatori durante l'intervallo.

### Football Manager 2007
Il videogioco è uscito il 20 ottobre 2006. In questo titolo i programmatori della Sports Interactive hanno introdotto molte novità riguardanti il gameplay e l'interfaccia grafica; inoltre, è stato rivisto il sistema della ricerca dei giocatori da parte degli scout: ora, dopo avere ricercato giocatori in una certa nazione, acquisiscono sempre maggiore esperienza sulla nazione visitata. In più, ai giocatori osservati viene assegnata una valutazione a seconda della loro effettiva (e futura) abilità.

### Football Manager 2008
Uscito il 18 ottobre 2007 in Italia e nel Regno Unito, l'edizione 2008 di Football Manager vede un motore grafico migliorato e più realistico negli spostamenti dei giocatori; per stessa ammissione della SI Games, il gioco difetta nella possibilità di pressare i giocatori gestiti dalla CPU, penalizzando eccessivamente le squadre gestite dall'utente e, a meno di una settimana dall'uscita del videogioco, erano già online le prime due patch per risolvere i bug.
La prima versione della patch per risolvere i problemi, chiamata Beta, uscì a fine novembre; la patch definitiva uscì invece a metà dicembre: con questa la SEGA intese perfezionare il videogioco, nascondendo o togliendo i piccoli bug presenti nel videogioco uscito ad ottobre.

### Football Manager 2009
Football Manager 2009 è la versione di FM che segna il passaggio da 2D a 3D. Il 2D rimane comunque un'opzione del gioco, consigliabile nel caso di un computer poco potente. Migliorato poi il rapporto con i media, il sistema dei trasferimenti ed implementate altre opzioni. È stato pubblicato il 14 novembre 2008.

### Football Manager 2010
Il videogioco è uscito il 30 ottobre 2009 per PC e Apple Macintosh in contemporanea con Football Manager Handheld 2010 per Sony PSP come annunciato da Sports Interactive & SEGA Europe Ltd. il 12 agosto 2009. È sostanzialmente un upgrade di Football Manager 2009, in quanto non vengono introdotte novità veramente sostanziali, ma solo potenziati gli strumenti già a disposizione nell'edizione precedente.

### Football Manager 2011
Il videogioco è uscito il 5 novembre 2010 ed ha riscontrato un notevole successo.

### Football Manager 2012
Il videogioco è uscito il 21 ottobre 2011.

### Football Manager 2013
Il videogioco è uscito il 2 novembre 2012.

### Football Manager 2014
Il videogioco è uscito il 30 ottobre 2013.

### Football Manager 2015
Il videogioco è uscito il 7 novembre 2014.

### Football Manager 2016
Il videogioco è uscito il 13 novembre 2015.

### Football Manager 2017
Il videogioco è uscito il 4 novembre 2016.

### Football Manager 2018
Il videogioco è uscito il 10 novembre 2017.

### Football Manager 2019
Il videogioco è uscito il 2 novembre 2018.

### Football Manager 2020
Il videogioco è uscito il 18 novembre 2019.

### Football Manager 2021
Il videogioco è uscito il 24 novembre 2020.

### Football Manager 2022
Il videogioco è uscito il 9 novembre 2021.

### Football Manager 2023
Il videogioco è uscito il 8 novembre 2022.

### Football Manager 2024
Il videogioco è uscito il 6 novembre 2023.

## Altre versioni

### Football Manager Handheld
Football Manager Handheld è una versione di FM appositamente ridotta per la console PlayStation Portable. Sono presenti i maggiori campionati europei (Inghilterra, Francia, Germania, Paesi Bassi, Spagna, Italia); alcune limitazioni includono la mancanza della visuale 2D delle partite, le rose delle squadre composte da un massimo di 36 giocatori e l'assenza della modalità multiplayer. È stata inoltre distribuita la versione di FMH per iOS, disponibile per Android, iPod touch, iPhone e iPad.
L'ultima versione (Football Manager Handheld 2012) uscita il 21 dicembre 2011, oltre a contenere la modalità carriera, in cui l'allenatore gestirà la propria squadra per un massimo di trent'anni, è stata introdotta la modalità sfida, in cui il giocatore, al termine della stagione, dovrà raggiungere gli obiettivi prefissati dalla società, partendo da una posizione di svantaggio, come ad esempio una gran parte della rosa ridotta causa infortuni. Al termine della prima stagione, questa modalità procede esattamente come la prima.

### Football Manager Live
Football Manager Live è una versione MMO del gioco, uscita nell'estate del 2008. È stata sospesa nella primavera del 2011 a causa degli scarsi profitti che otteneva.

### Football Manager Online
Il 12 marzo 2015, Sega Publishing Korea Ltd. e Sports Interactive hanno rilasciato i dettagli di Football Manager Online, che sarebbe un nuovissimo gioco online multigiocatore di massa.

### Sonic & All-Stars Racing Transformed
Football Manager è rappresentato con un pilota chiamato "Football Manager" nel gioco crossover, Sonic & All-Stars Racing Transformed, ed è un'esclusiva della versione PC del gioco.